# Bufo torrenticola
Bufo torrenticola ist eine Art aus der Gattung der Echten Kröten (Bufo) und ist in Teilen Japans verbreitet.

## Merkmale und Lebensweise
Die Weibchen sind etwas größer als die Männchen mit einer durchschnittlichen Kopf-Rumpf-Länge von 121 mm (88–168 mm) gegenüber 95 mm (70–121 mm). Dorsal haben die männlichen Kröten eine orangebraune bis rötliche Farbe, wohingegen Weibchen eher eine graue Farbe haben.
Die Fortpflanzungszeit dauert von Anfang bis Mitte April. Die Kaulquappen sind an fließendes Wasser angepasst. Ihre Metamorphose ereignet sich zwischen Juli und September.

## Vorkommen
Die Krötenart ist in den japanischen Bergen der Regionen Kinki und Chūbu in Zentral-Honshū verbreitet. Sie kommt auf Höhen zwischen 50 und 1690 m vor. Die Art wird von der IUCN als nicht gefährdet eingestuft.

## Taxonomie
Die Art wurde 1976 von dem japanischen Amphibienkundler Matsui Masafumi erstbeschrieben.
Ähnliche Arten
Zwei weitere in Japan verbreitete Kröten derselben Gattung sind die Japanische Erdkröte (Bufo japonicus) und Bufo formosus sowie Bufo gargarizans.
Die Japanische Erdkröte ist auf den Hauptinseln und angrenzenden kleineren Inseln verbreitet.
Zwischen Bufo formosus und Bufo torrenticola wurde Introgression festgestellt.
Bufo gargarizans kommt innerhalb Japans nur auf Miyako-jima und angrenzenden Ryūkyū-Inseln vor und ist im Wesentlichen im Osten Chinas bis Russland und Korea verbreitet.
| Japanische Erdkröte (Bufo japonicus) | Bufo gargarizans |
| ------------------------------------ | ---------------- |
|                                      |                  |